# جيم ماكلولين (لاعب كرة قاعدة أمريكي)
جيم ماكلولين (بالإنجليزية: Jim McLaughlin)‏ هو لاعب كرة قاعدة أمريكي، ولد في 18 نوفمبر 1860 في كليفلاند في الولايات المتحدة، وتوفي بنفس المكان في 16 نوفمبر 1895.

## وصلات خارجية
- جيم ماكلولين (لاعب كرة قاعدة أمريكي) على موقعبيزبول رفرنس.كوم (الدوري الرئيسي) (الإنجليزية)
- جيم ماكلولين (لاعب كرة قاعدة أمريكي) على موقعبيزبول رفرنس.كوم (الدوري الثانوي) (الإنجليزية)